# A Sound of Thunder
A Sound of Thunder és un grup de heavy metal estatunidenc de Washington DC. Aquest grup de quatre membres és conegut pels seus estils variats de composició musical, poderoses veus femenines i espectacles enèrgics en directe. Es va fer famós internacionalment per la seva versió heavy metal de l'himne català, Els segadors el 2017.

## Història

### Formació, EP i senzill (2009-2010)
Creat el 2008 pels membres fundadors Josh Schwartz (guitarra) i Chris Haren (bateria), el grup va passar per diversos canvis inicials abans de reclutar la cantant Nina Osegueda (anteriorment d'un altre grup de metal de la zona de DC) a l'octubre de 2009. A finals de 2009, el grup va gravar el seu primer EP de debut amb el títol propi del grup, amb l'ex-baixista Chris Willett de tornada en una capacitat de sessió. El grup va reclutar després al baixista David Matine i va registrar un senzill en benefici per al West Memphis 3, que va rebre la premsa i elogi tan de la web WM3 i Motorhead. David Matine va deixar el grup a principis de 2010 i va ser reemplaçat per Ben Washburn al baix. El grup va començar a tocar a la zona de Washington DC amb Washburn al baix, i va començar a gravar el que seria el seu primer àlbum de durada completa, Metal Renaissance. Washburn va deixar el grup a l'estiu de 2010 abans de completar l'àlbum, i Jesse Keen va ser reclutat per actuar com a baixista i teclista. El grup va tocar en directe espectacles locals i es va estar en diverses gires de grups. També van tocar Flight of the Valkyries a Baltimore (Maryland).
El grup va actuar en directe per primera vegada a Catalunya al Concert per la Llibertat dels Presos Polítics el 2 de desembre de 2017, davant 50.000 persones, interpretant el tema The Reapers, la versió heavy metal de Els Segadors.

## Membres
Actuals
- Nina Osegueda — cant, lletrista
- Josh Schwartz — guitarra, compositor principal
- Jesse Keen — baix elèctric, teclats
- Chris Haren— bateria, percussió

Former members
- Ben Washburn (2010)— baix elèctric
- Chris Willett (2008) — baix elèctric
- Nathan Matzinger (2009) - cant
- TJ Marstiller (2009)- baix elèctric

## Discografia
Àlbums d'estudi
- Metal Renaissance (2011)
- Out of the Darkness (2012)
- Time's Arrow (2013)
- The Lesser Key of Solomon (2014)
- Tales from the Deadside (2015)
- Who Do You Think We Are? (2016)
- It Was Metal (2018)
- Parallel Eternity (2020)
- The Krimson Kult (2022)

EPs
- A Sound of Thunder (2010)
- Queen of Hell (2013)

Simples
- "Justice At Last" (2010)
- "Kill That Bitch" (2013)